# Cleanroom development
Cleanroom development, cleanroom software engineering je proces vývoje softwaru, jehož cílem je tvorba softwaru s certifikovatelnou úrovní spolehlivosti. Jeho hlavními principy jsou vývoj softwaru založený na formálních metodách, inkrementální implementace se statistickou kontrolou kvality a statisticky spolehlivé testování.

## Historie
Cleanroom development vyvinul Harlan Mills a Alan Hevner s několika dalšími kolegy ve společnosti IBM.
Cleanroom development se začal používat v polovině 80. let 20. století. Ukázkové projekty pro armádní použití začaly na počátku 90. let 20. století. Nedávné práce zkoumaly spojení cleanroom developmentu s automatizovanou verifikací funkcionalit, které jsou popsány specifikacemi vyjádřenými v jazyce CSP (communicating sequential processes).

## Filozofie
Východiskem cleanroom development je zaměření na prevenci vad místo jejich odstraňování. Název „čistý prostor“ má evokovat čisté prostory používané v elektronickém průmyslu pro prevenci vad při výrobě polovodičů.

## Hlavní principy
Hlavními principy cleanroom developmentu jsou
Vývoj softwaru založený na formálních metodáchPodpora softwarových nástrojů založená na určitém matematickém formalismu zahrnuje kontrolu modelů, procesní algebry a Petriho sítě. Jedním z prostředků pro popis a návrh softwarových produktů je Box Structure Development Method (BSDM). Verifikace, zda návrh správně implementuje specifikaci, se provádí prostřednictvím týmové kontroly, často s podporou softwarových nástrojů.
Inkrementální implementace se statistickým řízením kvalityCleanroom development využívá iterativní přístup, při kterém se produkt vyvíjí v přírůstcích, které postupně zvyšují implementovanou funkčnost. Kvalita každého přírůstku se měří podle předem stanovených standardů, aby se ověřilo, že proces vývoje probíhá přijatelně. Nesplnění standardů kvality vede k ukončení testování aktuálního přírůstku a návratu do fáze návrhu.
Statisticky spolehlivé testováníTestování softwaru v cleanroom developmentu probíhá jako statistický pokus. Na základě formální specifikace je vybrána a otestována podmnožina vstupně/výstupních trajektorií softwaru. Toto vzorek pak je statisticky analyzovány pro získání odhadu spolehlivosti softwaru a úrovně spolehlivosti tohoto odhadu.